# Giorgio Gusmini
Giorgio Gusmini (Gazzaniga, 9 dicembre 1855 – Bologna, 24 agosto 1921) è stato un cardinale e arcivescovo cattolico italiano.

## Biografia

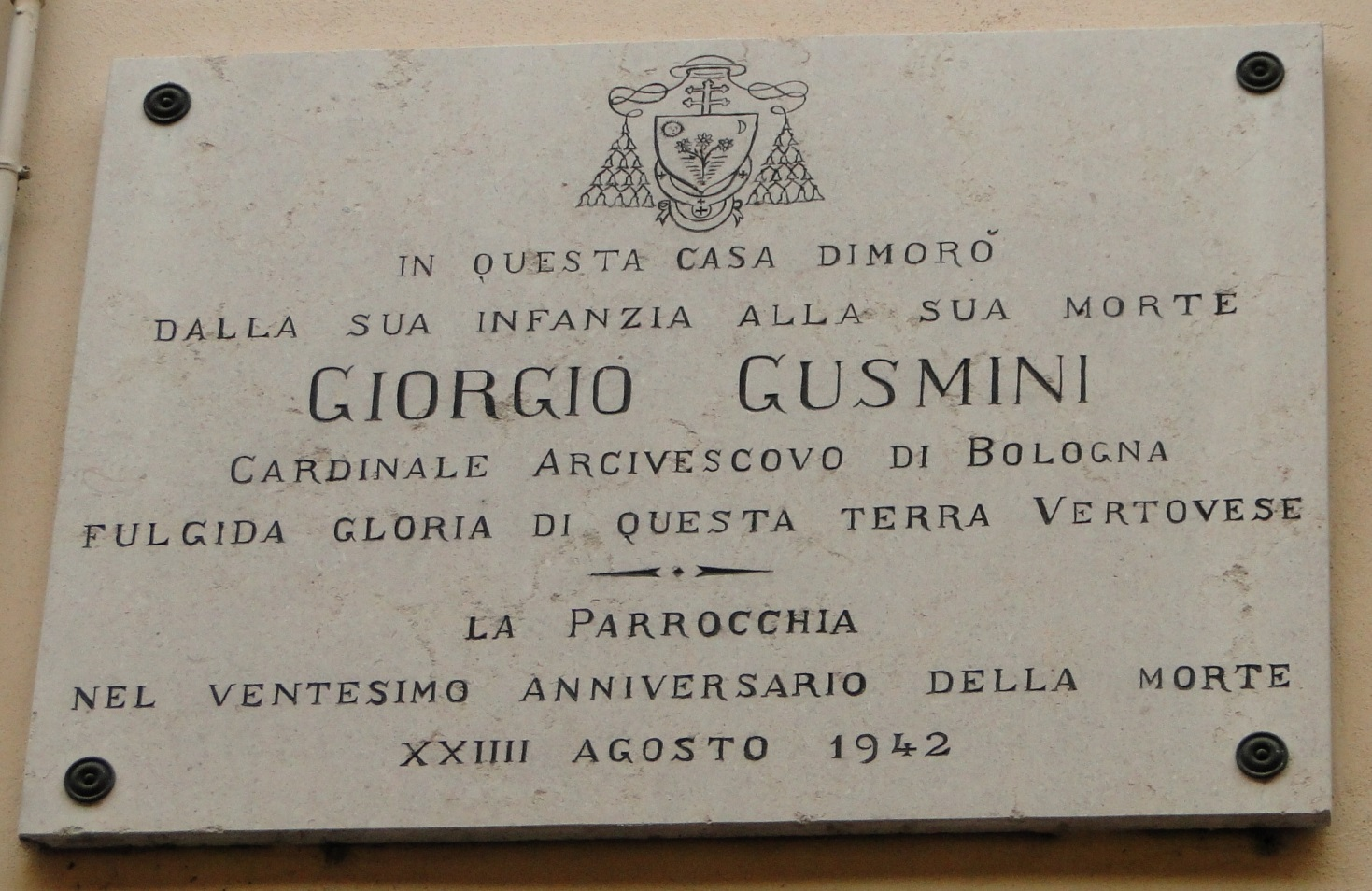
Targa commemorativa presso Vertova

Giorgio Gusmini nacque il 9 dicembre 1855 a Gazzaniga, provincia e diocesi di Bergamo, nella parte nord-orientale del Regno Lombardo-Veneto (allora dipendente dal Impero austriaco, oggi nella Repubblica Italiana); era figlio di Santo Gusmini e Maria Maddalena Cagnoni.
Suo padre morì nel 1860, quando lui aveva solo cinque anni, e trascorse l'infanzia a Vertova, a meno di 3 km dalla città natale.
Ordinato presbitero nel 1878, proseguendo poi li studi teologici e in filosofia all'università di Padova laureandosi nel 1882, dove il 6 maggio 1883 fondò la "Società Cattolica Universitaria", che sarebbe poi diventata la Federazione universitaria cattolica italiana. Fino al 1889 fu professore in lettere e filosofia a Celana nel collegio vescovile. Fino al 1902 fu nominato consigliere provinciale del Mandamento di Gandino e dal 1901 tra i Camerieri segreti del papa. Nominato arciprete di Clusone nel 1902 e successivamente della chiesa parrocchiale di Sant'Alessandro in Colonna di Bergamo. Nella città orobica fu tra i fondatori e nel consiglio del quotidiano L'Eco di Bergamo.
Nel 1904 papa Pio X lo scelse per suo cameriere segreto soprannumerario.
Fu ordinato nel 1910 vescovo di Foligno, dove rimase fino al 1914, quando fu nominato arcivescovo di Bologna.
Papa Benedetto XV lo elevò al rango di cardinale nel concistoro del 6 dicembre 1915.
Morì a Bologna il 24 agosto 1921 all'età di 65 anni.

## Genealogia episcopale e successione apostolica
La genealogia episcopale è:
- Cardinale Scipione Rebiba
- Cardinale Giulio Antonio Santori
- Cardinale Girolamo Bernerio, O.P.
- Arcivescovo Galeazzo Sanvitale
- Cardinale Ludovico Ludovisi
- Cardinale Luigi Caetani
- Cardinale Ulderico Carpegna
- Cardinale Paluzzo Paluzzi Altieri degli Albertoni
- Papa Benedetto XIII
- Papa Benedetto XIV
- Papa Clemente XIII
- Cardinale Marcantonio Colonna
- Cardinale Giacinto Sigismondo Gerdil, B.
- Cardinale Giulio Maria della Somaglia
- Cardinale Carlo Odescalchi, S.I.
- Cardinale Costantino Patrizi Naro
- Cardinale Lucido Maria Parocchi
- Papa Pio X
- Vescovo Giacomo Maria Radini-Tedeschi
- Cardinale Giorgio Gusmini

La successione apostolica è:
- Arcivescovo Fabio Berdini (1915)
- Arcivescovo Gherardo Sante Menegazzi, O.F.M.Cap. (1921)

## Opere
- Sommario storico della letteratura italiana (1893)
- La vita spirituale (1900)
- La perfezione sacerdotale (1917)
- La parrocchia e la vita parrocchiale ai giorni nostri (1920)